# Quiralitat (geometria)

Les peces en forma de L i S del Tetris són quirals en 2D. El quadrat, la barra i la T són aquirals

La quiralitat (del grec, χειρ, kheir: "mà") és una propietat d'asimetria important en diverses branques de la ciència. Un objecte o un sistema és quiral si no pot ser superposat a la seva imatge especular. Hom anomena l'objecte quiral i la seva imatge especular enantiomorfs (del grec formes oposades) o, enantiòmers quan és referit a molècules. Hom anomena un objecte no-quiral aquiral (de vegades també amfiquiral) i pot ser superposat a la seva imatge especular.